# Duitsland op het Eurovisiesongfestival 1984
Duitsland deed mee aan het Eurovisiesongfestival 1984 in Luxemburg. Het was de 29ste deelname van het land op het Eurovisiesongfestival.

## Selectieprocedure
De finale werd gehouden in het Deutsches Theater in München. In totaal deden er 12 artiesten mee aan deze nationale finale. De winnaar werd gekozen door een representatief panel van 500 mensen.
| Volgorde | Artiest         | Lied                         | Punten | Plaats |
| -------- | --------------- | ---------------------------- | ------ | ------ |
| 1        | Cosi & Relax    | "O, i woas net"              | 2949   | 9      |
| 2        | Jürgen Renfordt | "Als die Erde war geboren"   | 3035   | 8      |
| 3        | Harmony Four    | "Tingel Tangel Mann"         | 3852   | 3      |
| 4        | Madeleine       | "Halt mich fest"             | 2674   | 11     |
| 5        | Helmut Frey     | "Hier ist einer zuviel"      | 3072   | 7      |
| 6        | Giorgia Lauda   | "Jeder muß sein Leben leben" | 3350   | 6      |
| 7        | Frank Daniel    | "Wo warst du, als ich starb" | 2699   | 10     |
| 8        | Mary Roos       | "Aufrecht geh'n"             | 4124   | 1      |
| 9        | Pas de Bas      | "Primaballerina"             | 2599   | 12     |
| 10       | Monitor         | "Mensch aus Glas"            | 3754   | 4      |
| 11       | Anne Karin      | "Niemand"                    | 3669   | 5      |
| 12       | Bernhard Brink  | "Liebe ist"                  | 4003   | 2      |

## In Luxemburg
In de finale van het Eurovisiesongfestival 1984 moest Duitsland optreden als 14de, net na Oostenrijk en voor Turkije. Op het einde van de stemming bleek dat ze op een 13de plaats geëindigd was met 34 punten. Nederland had vijf punten over voor deze inzending, België zes.

### Gekregen punten
| 12 punten              | 10 punten   | 8 punten | 7 punten                                    | 6 punten     |
| ---------------------- | ----------- | -------- | ------------------------------------------- | ------------ |
|                        |             |          | - Noorwegen                                 | - België     |
| 5 punten               | 4 punten    | 3 punten | 2 punten                                    | 1 punt       |
| - Nederland - Portugal | - Frankrijk |          | - Denemarken - Italië - Verenigd Koninkrijk | - Oostenrijk |

### Gegeven punten
Punten gegeven in de finale:
| 12 punten | Zweden              |
| 10 punten | Ierland             |
| 8 punten  | Portugal            |
| 7 punten  | Verenigd Koninkrijk |
| 6 punten  | Italië              |
| 5 punten  | Denemarken          |
| 4 punten  | België              |
| 3 punten  | Joegoslavië         |
| 2 punten  | Noorwegen           |
| 1 punt    | Finland             |

1956 · 1957 · 1958 · 1959 · 1960 · 1961 · 1962 · 1963 · 1964 · 1965 · 1966 · 1967 · 1968 · 1969 · 1970 · 1971 · 1972 · 1973 · 1974 · 1975 · 1976 · 1977 · 1978 · 1979 · 1980 · 1981 · 1982 · 1983 · 1984 · 1985 · 1986 · 1987 · 1988 · 1989 · 1990 · 1991 · 1992 · 1993 · 1994 · 1995 · 1996 · 1997 · 1998 · 1999 · 2000 · 2001 · 2002 · 2003 · 2004 · 2005 · 2006 · 2007 · 2008 · 2009 · 2010 · 2011 · 2012 · 2013 · 2014 · 2015 · 2016 · 2017 · 2018 · 2019 · 2020 · 2021 · 2022 · 2023 · 2024 · 2025